# Лисканнор

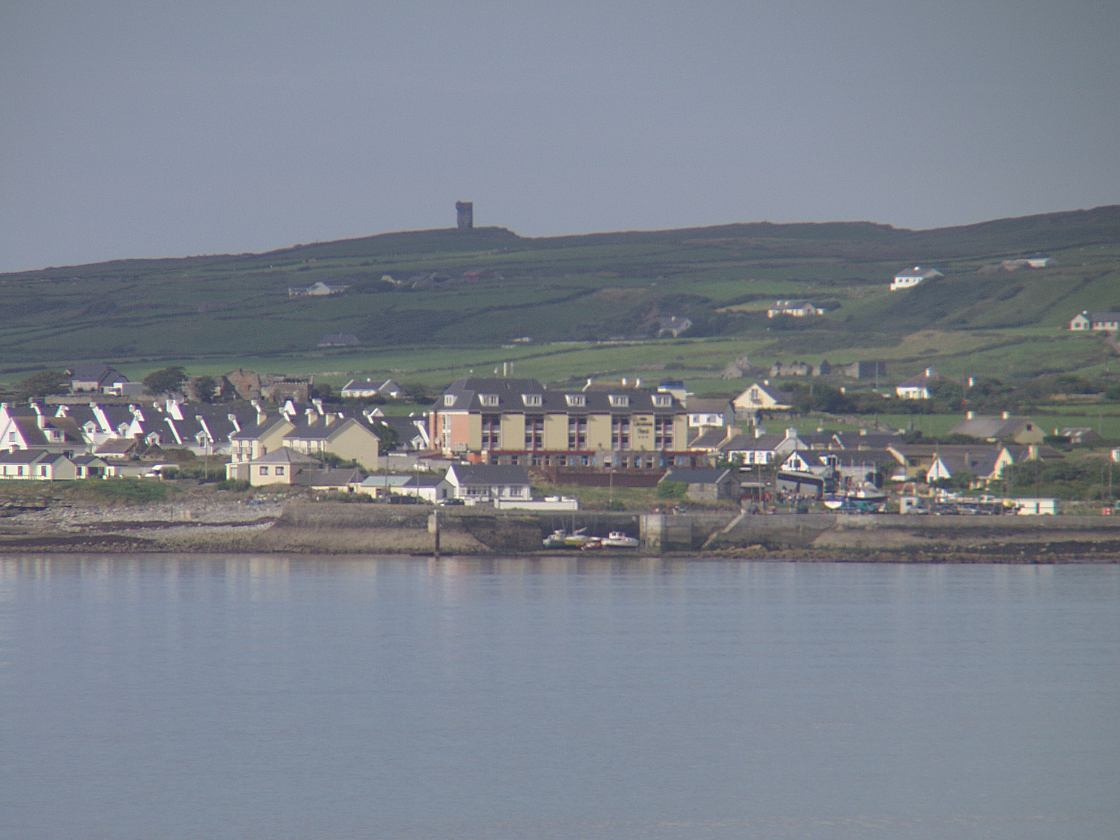

Лисканнор (англ. Liscannor; ирл. Lios Ceannúir, Форт О’Коннора) — деревня в Ирландии, находится в графстве Клэр (провинция Манстер). Расположена на западном берегу острова, в Лисканнорской бухте, на дороге № R478, между Лехинчем на востоке и Дулином на севере. Основная достопримечательность — Утёсы Мохер, лежат примерно в трёх километрах на запад от деревни.
Лисканнор является родиной многих знаменитых людей: известных футболистов Джонни Консидине и Ноэля Килмартина, инженера Джона Филипа Голланда, а актриса Тина Хобли, игравшая в фильме Холби Сити Саманту Файлворт, содержит в деревне собственный паб и регулярно посещает его уже много лет.

## Демография
Население — 71 человек (по переписи 2006 года). В 2002 году население составляло 108 человек.
Данные переписи 2006 года:
| Общие демографические показатели |               |                               |                               |      |      |
| Всё население                    | Всё население | Изменения населения 2002—2006 | Изменения населения 2002—2006 | 2006 | 2006 |
| 2002                             | 2006          | чел.                          | %                             | муж. | жен. |
| 108                              | 71            | -37                           | -34,3                         | 38   | 33   |